# Urgosse
Urgosse település Franciaországban, Gers megyében. Lakosainak száma 239 fő (2022. január 1.). Urgosse Arblade-le-Haut, Nogaro, Sion és Sorbets községekkel határos.

## Népesség
A település népessége az elmúlt években az alábbi módon változott:
| Lakosok száma | 267  | 232  | 256  | 235  | 249  | 246  | 239  | 233  | 234  | 239  |
|               | 1968 | 1982 | 1990 | 2006 | 2013 | 2015 | 2017 | 2019 | 2020 | 2022 |